# Gaswerk von Warwick

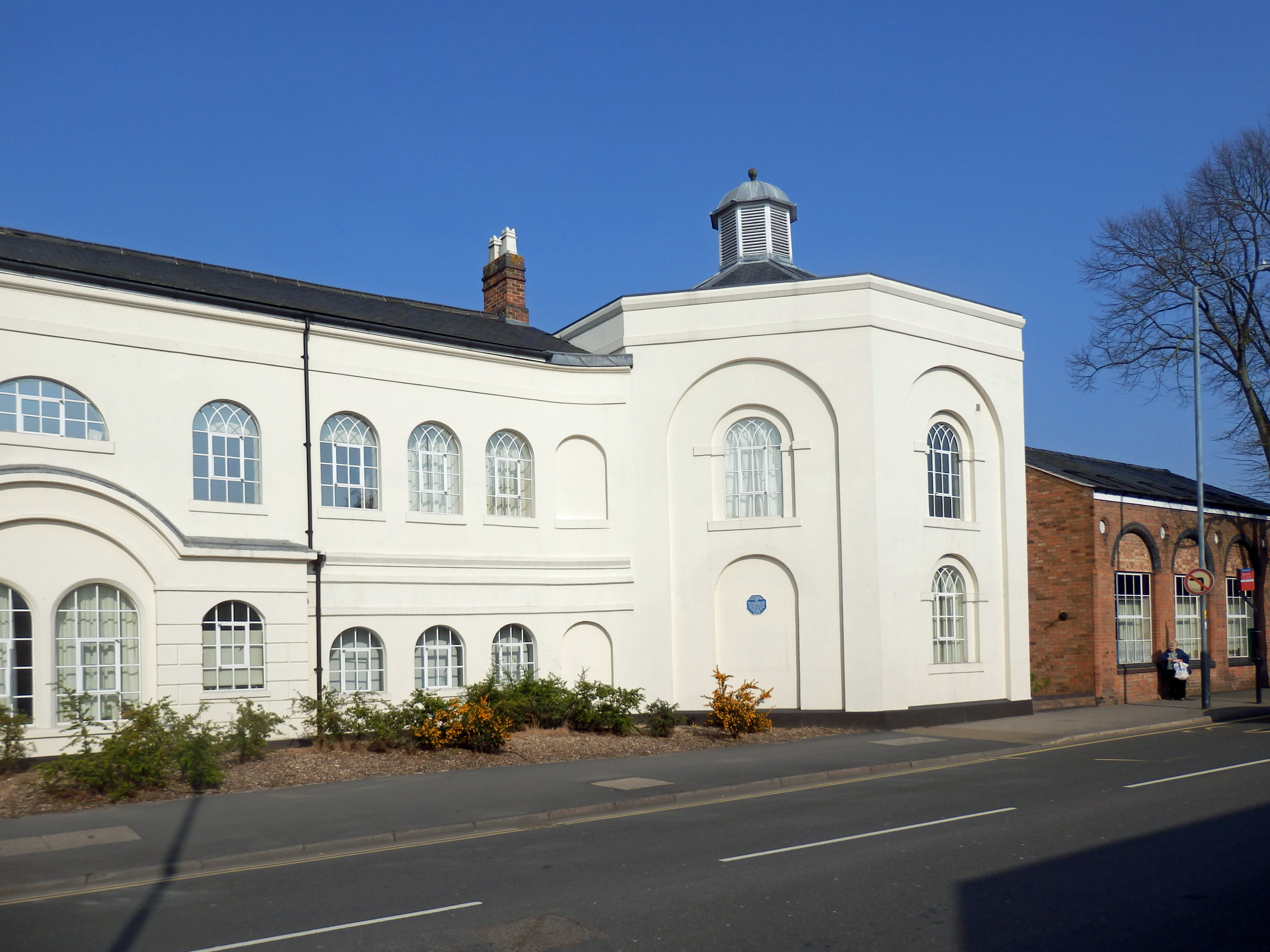
Warwick Gas Works

Das Gaswerk von Warwick wurde 1822 in Warwick in der Nähe des vom Grand Union Canal abzweigenden Saltisford Arm erbaut und bezog seine Rohstoffe anfangs über die am Wasser gelegenen Kohle- und Kalksteinkais und später über eine Feldbahn.

## Geschichte

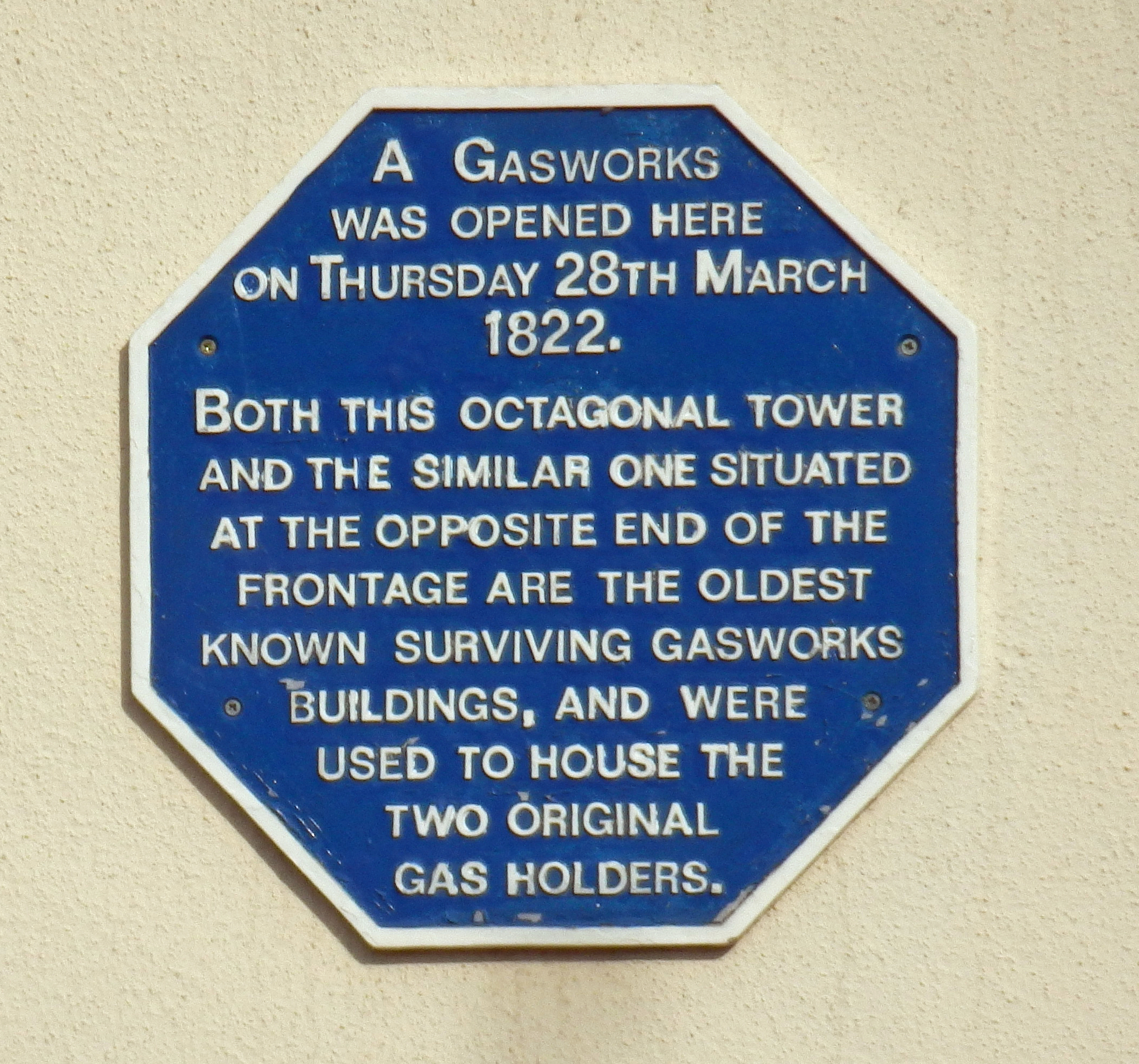
Warwick Gas Works

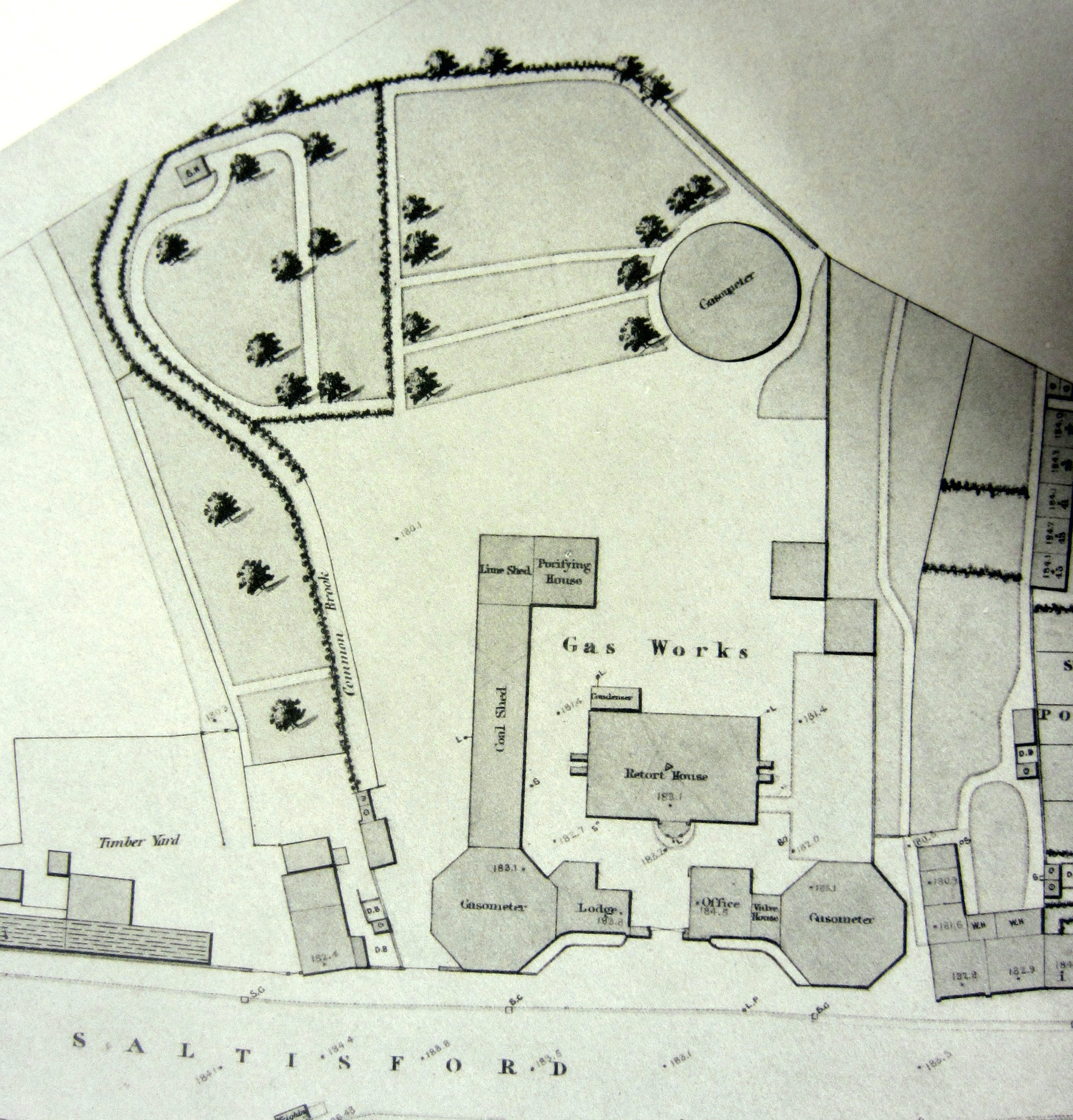
Zeichnung der Gebäude, 1851

Das Gaswerk wurde am Donnerstag, den 28. März 1822 eröffnet. Bis 1851 bestand das Gaswerk aus einem einstöckigen Hauptgebäude mit zweistöckigen Flügeln, die von zwei achteckigen Gasometern flankiert wurden. Die Gasometer, die offensichtlich aus dem Jahr 1822 stammen, wurden als Backsteinbauten errichtet. Der Mittelbau enthielt das Büro, das Ventilhaus und die Lodge. Zwischen den Gebäuden gab es einen Zugang zu einem Hof, in dem eine große Retorte stand.
Es ist eines der ältesten und am besten erhaltenen Gaswerke der Welt. Es ist ein bemerkenswertes Beispiel für die an vielen Standorten verwendete Bauart mit achteckigen Zwillingstürmen, die die Eingänge und Büros flankieren, und dem Retortenhaus auf der Rückseite.  In den 1820er Jahren wurde die Praxis aufgegeben, Gasbehälter in Backsteingebäuden einzurichten, nachdem man erkannt hatte, dass diese die Explosionsgefahr nicht verringerten, sondern eher erhöhten.
Bei der Untersuchung der Gebäude an der Straßenfront des ehemaligen Gaswerks wurden sechs Hauptbauphasen festgestellt:
- In Phase 1 (1822) wurden die beiden achteckigen Gasometergebäude und möglicherweise Teile des ursprünglichen zentralen Tores errichtet. Die Gasometergebäude wurden aus handgefertigten Ziegeln errichtet, während alle nachfolgenden Arbeiten aus maschinell hergestellten Ziegeln bestanden.
- In Phase 2 (1822–1847) wurden zwei Flügel zu beiden Seiten des zentralen Tors sowie ein Hinterhof errichtet.
- In Phase 3 (1847–1851) wurden nur geringfügige Änderungen vorgenommen.
- In Phase 4 (1851–1887) wurden die Gasometer nicht mehr genutzt.
- In Phase 5 (1887–1976) wurde das zentrale Tor durch einen einstöckigen Baukörper verschlossen, so dass die beiden Gasometergebäude durch einen durchgehenden Baukörper verbunden waren. Das Gaswerk selbst wurde 1953 geschlossen. Es diente danach noch einige Jahre als lokales Depot und Vertriebszentrum.[3]
- In Phase 6 (um 1975) wurde das zentrale einstöckige Gebäude auf zwei Stockwerke aufgestockt und die  und gesamte Fassade neu gestaltet, um ein einheitliches Erscheinungsbild zu schaffen. Davon abgesehen fanden nur wenige weitere größere Veränderungen statt. Im späteren 20. Jahrhundert wurde das Innere durch Ständerwerk in Räume und Flure unterteilt.

Im Vorfeld der Renovierung wurde eine Untersuchung durchgeführt. Dabei wurden die möglichen Überreste des Retortenhauses von 1822 sowie verschiedene Strukturen im Zusammenhang mit dem Retortenhaus vom Ende des 19. und Anfang des 20. Jahrhunderts, Gasometer und zugehörige Gebäude gefunden. Alle gefundenen Strukturen befanden sich knapp unter der heutigen asphaltierten Oberfläche des Hofes und waren in einem guten Erhaltungszustand.
Weitere archäologische Feldarbeiten wurden im Gaswerk durchgeführt. Es wurde ein Abschnitt mit gewölbten Ziegelkammern erfasst, der als mögliches früheres Retortenhaus interpretiert wird.

## Transport
Als die Eisenbahn den Kanal für den Kohletransport ablöste, wurde das Gaswerk mit einer schmalspurigen Feldbahn mit den Abstellgleisen der nahegelegenen normalspurigen GWR-Eisenbahn verbunden. 
Die Gloucester Railway Carriage & Wagon Company Ltd besaß und betrieb um 1913 mehrere mit weißen Lettern vor schwarzen Schatten beschriftete Normalspurgüterwagen, die in der Kohlenzeche von Ruabon im Wrexham County Borough in Wales beladen wurden. An den Abstellgleisen wurde die Kohle von Normalspur- auf Schmalspurwagen umgeladen, bevor die jeweils mit etwa zwei Tonnen Kohle beladenen Feldbahnwagen aufgrund der Schwerkraft zum Gaswerk hinunterfuhren, wobei hinten ein Bremser mitfuhr, um die Bremse zu betätigen. Nachdem die Wagen entladen waren, wurden sie für eine weitere Ladung zurück zum Abstellgleis geschoben.

## Denkmalschutz

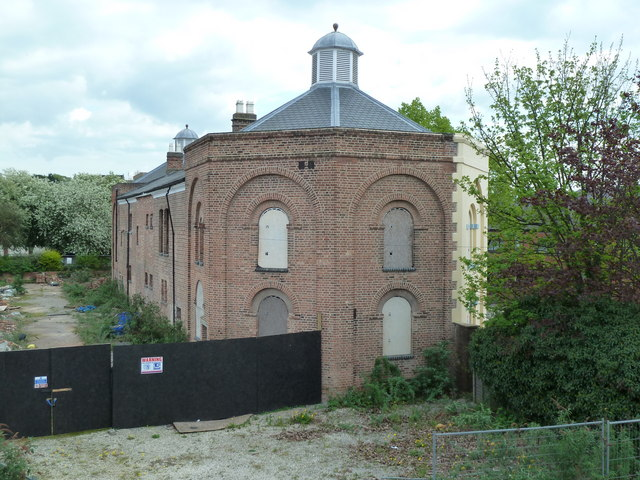
Ehemaliges Gaswerk von der Rückseite

Die Lodge und das Bürogebäude sowie die beiden achteckigen ehemaligen Gasometer wurden am 19. März 1973 unter Grade-II-Denkmalschutz gestellt, weil sie ein frühes Beispiel für einen praktisch vollständigen Gebäudekomplex sind, der für ein Gaswerk errichtet wurde. Es handelt sich um ein symmetrisches, mit römischem Zement verputztes Gebäude mit halbrunden Fensteröffnungen und getäfelten Laibungen im gesamten Gebäude. Der einstöckige Mittelbau mit zweistöckigen Flügeln auf jeder Seite ist im Grundriss geschwungen. Die großen achteckigen Gasometer haben Schieferdächer und einfache kuppelförmige Ventilatoren an beiden Enden der Fassade. Die Flügel haben jeweils zwei spitzbogige Sprossenfenster im ersten Stock auf jeder Seite. Die Endpavillons haben jeweils ein hohes Bogenfeld auf jeder Seite und enthalten doppelte Bogenfelder mit Pfosten, in jedem Stockwerk. Gesimse an den Flügeln und in der Mitte, Brüstungen an den Pavillons. Der Pavillon auf der linken Seite hat ein Fenster im Erdgeschoss mit spitzbogigen Sprossenfenstern.